# Kanton Isle-Manoire
Isle-Manoire is een kanton van het Franse departement Dordogne. Het kanton maakt deel uit van het arrondissement  Périgueux.  

Het telt 20.249 inwoners in 2018.

Het kanton werd gevormd ingevolge het decreet van 24  februari 2014 met uitwerking op 22 maart 2015 met Boulazac Isle Manoire als hoofdplaats.

## Gemeenten
Het kanton Isle-Manoire omvatte bij zijn vorming 12 gemeenten:
Op 1 januari 2016 werden de gemeenten Atur, Boulazac en Saint-Laurent-sur-Manoire samengevoegd tot de fusiegemeente (commune nouvelle) Boulazac Isle Manoire. Op 1 januari 2017 werd daar nog de gemeente Sainte-Marie-de-Chignac aan toegevoegd.

Op Op 1 januari 2017 werden de gemeenten Bassillac, Blis-et-Born, Le Change, Eyliac, Milhac-d'Auberoche en Saint-Antoine-d'Auberoche] samengevoegd tot de fusiegemeente (commune nouvelle) Bassillac et Auberoche, waarbij enkel Bassillac en Eyliac tot dit kanton behoorden en ook blijven behoren.

Op Op 1 januari 2017 werden de gemeenten Breuilh, Marsaneix en Notre-Dame-de-Sanilhac samengevoegd tot de fusiegemeente (commune nouvelle) Sanilhac, waarbij enkel Marsaneix en Notre-Dame-de-Sanilhac tot dit kanton behoorden en ook blijven behoren.
Sindsdien omvat het kanton volgende gemeenten:
- Bassillac et Auberoche (deel)
- Boulazac Isle Manoire
- La Douze
- Saint-Crépin-d'Auberoche
- Saint-Geyrac
- Saint-Pierre-de-Chignac
- Sanilhac (deel)